# عقبة المسجد (جبلة)

تعديل مصدري - تعديل

عقبة المسجد محلة تابعة لقرية المردع، التابعة لعزلة المعشار بمديرية جبلة إحدى مديريات محافظة إب في الجمهورية اليمنية، بلغ تعداد سكانها 29 حسب تعداد اليمن لعام 2004.